# 佐々生駅
佐々生駅（さそうえき）は、かつて福井県丹生郡朝日町朝日（現・越前町）にあった福井鉄道鯖浦線の駅（廃駅）である。

## 歴史
- 1926年（大正15年）10月1日：鯖浦電気鉄道鯖江 - 当駅間開通に伴い開業。
- 1928年（昭和3年）11月8日：当駅 - 織田間延伸開業。
- 1945年（昭和20年）8月1日：会社合併により、福井鉄道鯖浦線の駅となる。
- 1972年（昭和47年）10月12日：西田中 - 織田間廃止に伴い廃駅となる。

## 駅構造
相対式ホーム2面2線を有する地上駅であった。

## 駅跡
草に覆われているが、現在もプラットホームが残っている。ただし民家の庭先となっているため、立ち入りなどには注意が必要である。

## 隣の駅
福井鉄道
鯖浦線
西田中駅 - 佐々生駅 - 陶の谷駅